# Elisabetta d'Assia-Kassel
Elisabetta d'Assia-Kassel (Kassel, 24 marzo 1596 – Güstrow, 16 dicembre 1625) fu una Principessa d'Assia-Kassel, Duchessa consorte di Meclemburgo-Güstrow ed una poetessa in lingua tedesca ed italiana.

## Biografia
Elisabetta era la prima delle figlie del Langravio Maurizio d'Assia-Kassel (1572–1632) e della sua prima moglie Agnese (1578–1602), figlia del Conte Giovanni Giorgio di Solms-Laubach. Sua madrina di battesimo fu la Regina Elisabetta I d'Inghilterra, rappresentata in tale circostanza dal conte di Lincoln. Il battesimo della Principessa diede luogo a costosi festeggiamenti alla Corte di Kassel, nel corso dei quali si tenne uno degli ultimi tornei medioevali in Europa. L'incisore in rame e storiografo Wilhelm Dilich riassunse l'evento tra il 1598 ed il 1601 in una documentazione, oggi conservata nel Museo di Stato di Kassel.
Maurizio s'incarico dell'educazione della sua prima figlia, che con il fratello seguì le lezioni impartite a Corte. Elisabetta venne descritta come una fanciulla molto spiritosa. Fluente in diverse lingue, ella scrisse più di duecento poesie ed inoltre tradusse opere dall'italiano al tedesco, suonava e componeva. 
Inizialmente venne destinata ad essere moglie del Duca svedese Carlo Filippo, ma questo progetto matrimoniale sfumò. Elisabetta venne allora fidanzata con Federico Enrico d'Orange, ma questa volta il fidanzamento venne rotto, dopo che egli non ottenne la significativa dote richiesta per sposare la Principessa.
Infine, il 25 marzo 1618, Elisabetta sposò a Kassel il Duca Giovanni Alberto II di Meclemburgo-Güstrow, che dalla prima moglie aveva avuto quattro figli. La nuova Duchessa, musicalmente molto dotata, creò la Cappella di Corte di Güstrow, e s'occupò inoltre di letteratura.
Elisabetta non diede figli al marito, e la sua dote, garantita dalle rendite e dal possesso della città di Dargun, venne restituita dopo la sua morte all'Assia-Kassel.

## Ascendenza
|                                   |                                  |                                   | Genitori                       |  |  | Nonni |  |  | Bisnonni          |  |  | Trisnonni            |  |
|                                   |                                  |                                   |                                |  |  |       |  |  | Filippo I d'Assia |  |  | Guglielmo II d'Assia |  |
|                                   |                                  |                                   |                                |  |  |       |  |  | Filippo I d'Assia |  |  | Guglielmo II d'Assia |  |
|                                   |                                  | Anna di Meclemburgo-Schwerin      |                                |  |  |       |  |  | Filippo I d'Assia |  |  |                      |  |
| Guglielmo IV d'Assia-Kassel       |                                  |                                   |                                |  |  |       |  |  | Filippo I d'Assia |  |  |                      |  |
|                                   |                                  | Cristina di Sassonia              | Giorgio di Sassonia            |  |  |       |  |  |                   |  |  |                      |  |
|                                   |                                  | Cristina di Sassonia              | Giorgio di Sassonia            |  |  |       |  |  |                   |  |  |                      |  |
|                                   |                                  | Cristina di Sassonia              | Barbara Jagellona              |  |  |       |  |  |                   |  |  |                      |  |
| Maurizio d'Assia-Kassel           |                                  | Cristina di Sassonia              |                                |  |  |       |  |  |                   |  |  |                      |  |
|                                   |                                  | Cristoforo di Württemberg         | Ulrico di Württemberg          |  |  |       |  |  |                   |  |  |                      |  |
|                                   |                                  | Cristoforo di Württemberg         | Ulrico di Württemberg          |  |  |       |  |  |                   |  |  |                      |  |
|                                   |                                  | Cristoforo di Württemberg         | Sabina di Baviera              |  |  |       |  |  |                   |  |  |                      |  |
| Sabina di Württemberg             |                                  | Cristoforo di Württemberg         |                                |  |  |       |  |  |                   |  |  |                      |  |
|                                   |                                  | Anna Maria di Brandeburgo-Ansbach | Giorgio di Brandeburgo-Ansbach |  |  |       |  |  |                   |  |  |                      |  |
|                                   |                                  | Anna Maria di Brandeburgo-Ansbach | Giorgio di Brandeburgo-Ansbach |  |  |       |  |  |                   |  |  |                      |  |
|                                   |                                  | Anna Maria di Brandeburgo-Ansbach | Edvige di Münsterberg-Oels     |  |  |       |  |  |                   |  |  |                      |  |
| Elisabetta d'Assia-Kassel         |                                  | Anna Maria di Brandeburgo-Ansbach |                                |  |  |       |  |  |                   |  |  |                      |  |
|                                   | Federico Magnus di Solms-Laubach | …                                 |                                |  |  |       |  |  |                   |  |  |                      |  |
|                                   | Federico Magnus di Solms-Laubach | …                                 |                                |  |  |       |  |  |                   |  |  |                      |  |
|                                   | Federico Magnus di Solms-Laubach | …                                 |                                |  |  |       |  |  |                   |  |  |                      |  |
| Giovanni Giorgio di Solms-Laubach | Federico Magnus di Solms-Laubach |                                   |                                |  |  |       |  |  |                   |  |  |                      |  |
|                                   |                                  | Agnese di Wield                   | …                              |  |  |       |  |  |                   |  |  |                      |  |
|                                   |                                  | Agnese di Wield                   | …                              |  |  |       |  |  |                   |  |  |                      |  |
|                                   |                                  | Agnese di Wield                   | …                              |  |  |       |  |  |                   |  |  |                      |  |
| Agnese di Solms-Laubach           |                                  | Agnese di Wield                   |                                |  |  |       |  |  |                   |  |  |                      |  |
|                                   |                                  | Giorgio I di Schönburg            | …                              |  |  |       |  |  |                   |  |  |                      |  |
|                                   |                                  | Giorgio I di Schönburg            | …                              |  |  |       |  |  |                   |  |  |                      |  |
|                                   |                                  | Giorgio I di Schönburg            | …                              |  |  |       |  |  |                   |  |  |                      |  |
| Margherita di Schönburg           |                                  | Giorgio I di Schönburg            |                                |  |  |       |  |  |                   |  |  |                      |  |
|                                   |                                  | Dorotea Reuss di Greiz            | …                              |  |  |       |  |  |                   |  |  |                      |  |
|                                   |                                  | Dorotea Reuss di Greiz            | …                              |  |  |       |  |  |                   |  |  |                      |  |
|                                   |                                  | Dorotea Reuss di Greiz            | …                              |  |  |       |  |  |                   |  |  |                      |  |
|                                   |                                  | Dorotea Reuss di Greiz            |                                |  |  |       |  |  |                   |  |  |                      |  |